# Namibiana rostrata
Namibiana rostrata — вид змій родини струнких сліпунів (Leptotyphlopidae). Ендемік Анголи.

## Поширення і екологія
Namibiana rostrata мешкають на півдні Анголи, в провінціях Намібе, Уїла і Кунене та на заході Квандо-Кубанго, а також спостерігалися в провінції Луанда на північнеому заході країни. Вони живуть в сухих саванах з молочаями і баобабами, а також в лісистих саванах міомбо. Зустрічаються на висоті до 1300 м над рівнем моря. Ведуть риючий спосіб життя. Відкладають яйця.